# 南西航空石垣空港オーバーラン事故
南西航空石垣空港オーバーラン事故は、1982年（昭和57年）8月26日に発生した航空事故。
那覇空港発の南西航空（現・日本トランスオーシャン航空）611便（ボーイング737-2Q3）が、到着地である（旧）石垣空港への着陸時に滑走路をオーバーランし大破、火災が発生した。乗員乗客138人中48人が重軽傷を負ったものの死者は出なかった。この事故は南西航空の歴史上最悪の事故だった。

## 当日の611便

### 事故機
事故機のボーイング 737-2Q3（JA8444）は、2基のプラット・アンド・ホイットニー JT8D-17を搭載しており、初飛行を1978年12月に行っており、総飛行時間は5,056時間であった。
また、事故当日には611便として飛行する前に、那覇-宮古間を問題なく往復していた:06。

### 乗員
機長は40歳男性で、1973年に南西航空に入社。1980年から、ボーイング737の機長として乗務し、同型機では1,666時間の飛行経験があった。副操縦士は29歳男性で、1974年に南西航空に入社。1981年から、ボーイング737の副操縦士として乗務し、同型機では878時間の飛行経験があった:11-12。

## 事故の経緯
611便は那覇空港の滑走路36から13時09分に離陸した。13時20分頃に24,000フィート (7,300 m)で水平飛行に移った。13時23分に石垣空港の気象情報が伝達され、「風方位300度、風速11ノット、視程10キロメートル以上」などの情報を得た。13時33分、611便は8,000フィート (2,400 m)への降下を開始した:06。
611便は、石垣空港の滑走路22の端を131ノット (243 km/h)、40フィート (12 m)で通過し、滑走路終端付近に130ノット (240 km/h)で一度接地したが、バウンドし170m先の地点に13時49分頃、再び接地し着陸した:07。

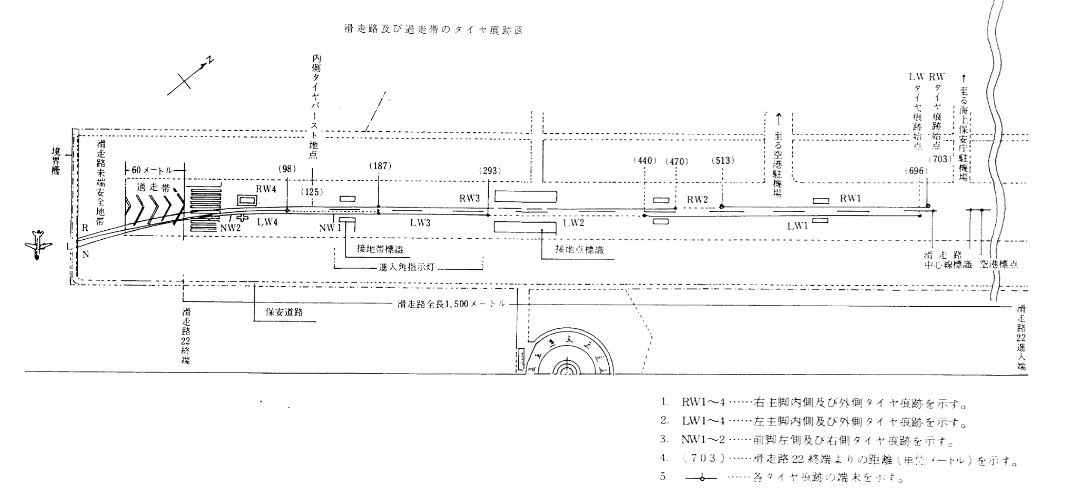
611便の飛行経過を示した図

着陸に際して、機長と副操縦士はオートブレーキを使用しないことを決めており、着陸直後にスラスト・リバーサーを作動させようとしたが、リバーサーを作動させることができなかった。次にスピードブレーキを作動させようとしたもののこれも作動せず、機長は着陸復航を考えたが残りの滑走路が短すぎると考え断念し、代わりにフットブレーキをかけた。機長は、最早オーバーランは避けられないと感じ、火災防止のため両エンジンを停止させ、左に機体を逸らせた。機体は13時49分に滑走路端から145m地点の雑木林で停止し、そこにいた医学生2人が誘導を行い乗員乗客全員が脱出後の14時01分頃に爆発炎上した:07-08。

## 事故原因
航空事故調査委員会が事故調査を行った。当初、調査委員会は機械的故障を疑っていたが、事故の5日後にはパイロットエラーによる速度超過での着陸が原因の可能性が高いと述べた。
事故原因として、パイロットエラーがあげられた。事故機は着陸速度が通常より速かったのに加え、スラストリバーサーとスポイラーの動作不良という状況に置かれた。機長が、フットブレーキをかけるのが遅れたことと、エンジンを停止させたことにより、アンチスキッド装置がオフになり、機体は十分に減速しなかった。アンチスキッド装置がオフの状態では、作動時と比較して制動力は半分以下に低下したと考えられる。調査委員会は、もし仮に、速い速度で着陸したとしても、バウンドし再接地してから3秒以内にブレーキを最大限かけ、エンジンを停止させなければ、少なくとも滑走路端の過走帯で停止できただろうと報告書で述べた:43-44。

## 事故後
日本乗員組合連絡会議（ALPA）は調査委員会の事故調査活動に疑問を呈した。事故後、機長は業務上過失傷害の疑いで書類送検されたが、那覇地検はパイロットエラーの立証が難しいとして不起訴処分とした。

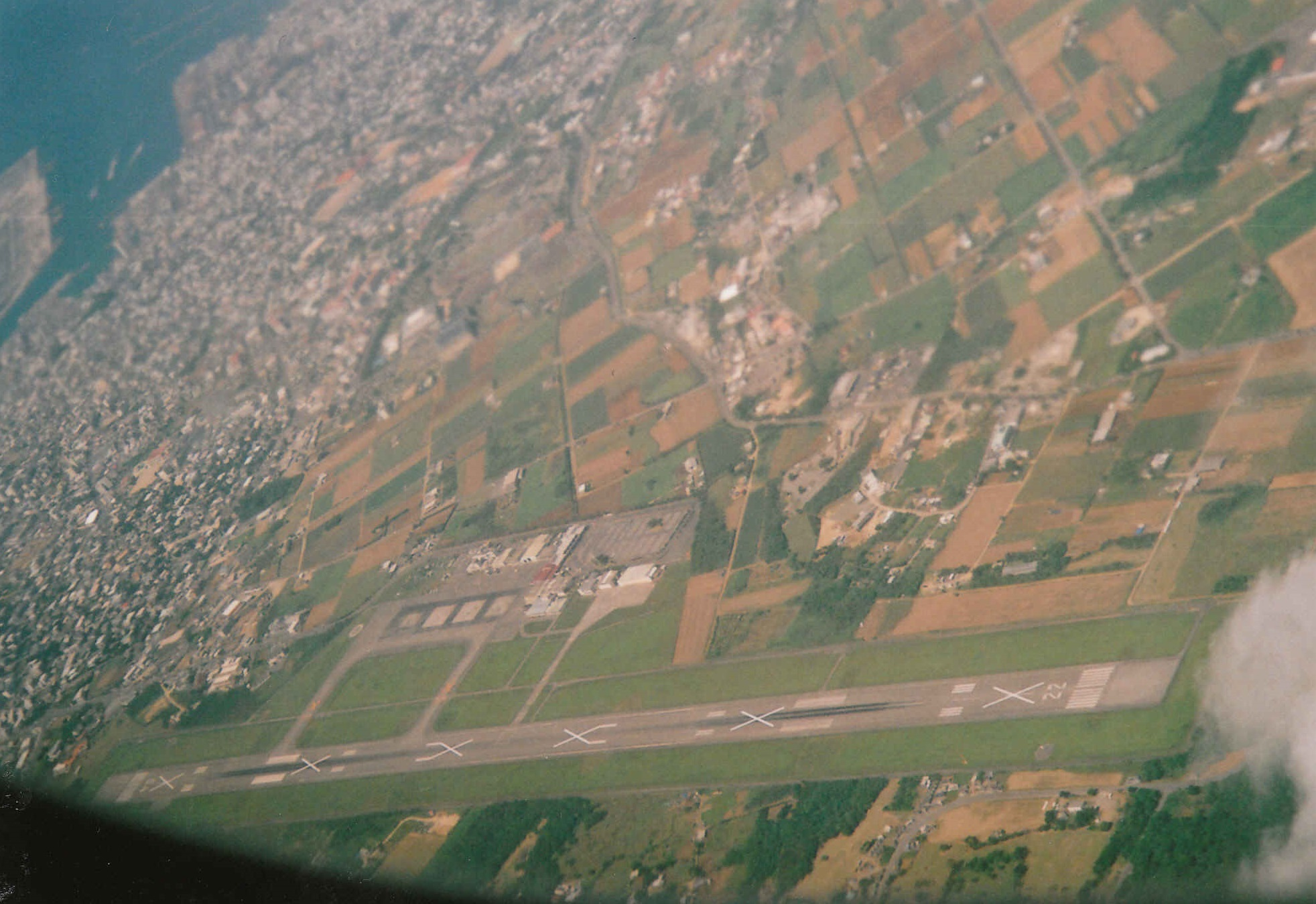
閉鎖された（旧）石垣空港

当時の石垣空港は滑走路長が1,500 mと短く、暫定的にジェット機が乗り入れている状況であり、事故後もボーイング737型機（400/500/700型機）が乗り入れていたものの、着陸時には急制動を必要とする状況であり、ジェット機の離着陸に必要な距離が無いと判断され、2013年の新石垣空港（現名称：石垣空港）開港にともない旧空港は閉鎖された。
また、2008年には石垣空港でオーバーラン事故を想定した訓練が行われ、約250人が参加した。